# Fritillaria urticans
Fritillaria urticans är en ryggsträngsdjursart som beskrevs av Hermann Fol 1872. Fritillaria urticans ingår i släktet Fritillaria och familjen bägargroddar. Inga underarter finns listade i Catalogue of Life.